# 菲利普岛 (诺福克岛)
菲利普岛（英語：Phillip Island）是一个无人定居的岛，位于太平洋西南处诺福克岛以南6公里，属于诺福克群岛的一部分。它在1788被英国海军上尉Philip Gidley King以第一任新南威尔士总督亚瑟·菲利浦的名字命名。
菲利普岛是澳大利亚领土，它包括了诺福克岛国家公园，靠近尼皮恩岛。菲利普岛有1.9平方公里，从东到西测量为2.1公里，从南到北测量为1.95公里，岛上海拔最高点Jacky Jacky有280米高，它的大致形状就像一个吹风机的喷嘴指向东方。这个岛起源于火山喷发，由玄武岩、凝灰岩和熔岩在中新世形成。菲利浦岛属于澳大利亚注册国家遗产。

## 植物群和动物群
菲利普岛的植被在诺福克岛做为流放地时期被一些动物像猪、山羊和野兔摧毁了，这些动物导致了严重的水土流失以致于从诺福克岛看去菲利普岛缺乏表土层的土壤呈现出红褐色。不过在20世纪早期猪和山羊从岛上转移走了，野兔在1988年被全部消灭了。从那以后，本地的物种和杂草开始重生，公园工作人员也做了一些改进菲利普岛环境的工作，目前重新造林正在进行。考虑到野兔根除之前岛上基本没有植被，目前植被率的增加和土壤的形成都是非凡的成就。不管以前环境怎么差，由于没有野生的老鼠和猫，一些在诺福克岛已经灭绝的动物在这里仍然继续繁衍。
菲利普鸟大概有80种维管植物，记录在册的有2种陆地爬行动物，1种壁虎(Christinus guentheri)，1种蜥蜴(Cyclodina lichenigera)。这里是12种海鸟重要的繁衍场所，包括Providence Petrel、Kermadec Petrel、白翎海燕、Wedge-tailed Shearwater、Australasian Gannet、Sooty Tern、Red-tailed Tropicbird和Grey Ternlet。